# 2291 Kevo
2291 Kevo è un asteroide della fascia principale del diametro medio di circa 34,57 km. Scoperto nel 1941, presenta un'orbita caratterizzata da un semiasse maggiore pari a 3,0432375 UA e da un'eccentricità di 0,0637920, inclinata di 24,47204° rispetto all'eclittica.